# Ambidexter (geslacht)
Ambidexter is een geslacht van kreeftachtigen uit de klasse van de Malacostraca (hogere kreeftachtigen).

## Soorten
- Ambidexter panamensis Abele, 1972
- Ambidexter swifti Abele, 1972
- Ambidexter symmetricus Manning & Chace, 1971